# Darwin (Texas)
Darwin fue una ciudad minera de carbón cerca de Laredo en el centro oeste del condado de Webb, Texas, Estados Unidos, en la confluencia del río Bravo y el arroyo Santo Tomás, cerca del actual Puente Internacional Colombia-Solidaridad. Fue fundado en 1882 después de que se encontrara carbón cerca del área. Lleva el nombre de David Darwin Davis, el propietario de Cannel Coal Company. En 1914, la población de la ciudad creció a 800 y se construyó el Ferrocarril Rio Grande y Eagle Pass para transportar el carbón extraído en las minas cercanas. En 1939 se cerraron las minas y la población se redujo a 75. Hoy, Darwin es un pueblo fantasma donde todo lo que queda es un cementerio.